# Rally della Nuova Zelanda 2022
Il Rally della Nuova Zelanda 2022, ufficialmente denominato Repco Rally New Zealand 2022, è stata l'undicesima prova del campionato del mondo rally 2022 nonché la quarantacinquesima edizione del Rally della Nuova Zelanda e la trentaduesima con valenza mondiale. La manifestazione si è svolta dal 29 settembre al 2 ottobre sugli sterrati che attraversano i territori nord-occidentali dell'Isola del Nord nelle regioni di Waikato ed Auckland; la città di Auckland venne inoltre designata come quartier generale del rally e nel suo porto fu allestito il parco assistenza per tutti i concorrenti.
L'evento è stato vinto dal finlandese Kalle Rovanperä, navigato dal connazionale Jonne Halttunen, al volante di una Toyota GR Yaris Rally1 della squadra Toyota Gazoo Racing WRT, seguiti dalla coppia francese formata dai compagni di squadra Sébastien Ogier e Benjamin Veillas, e dall'equipaggio estone composto da Ott Tänak e Martin Järveoja, su Hyundai i20 N Rally1 del team Hyundai Shell Mobis WRT. Rovanperä e Halttunen conquistarono così il loro sesto successo stagionale e, con due gare di anticipo, anche i titoli mondiali piloti e copiloti; Rovanperä stabilì inoltre il record del più giovane ad essersi aggiudicato il prestigioso trofeo, vincendolo all'età di 22 anni e 1 giorno (aveva festeggiato il compleanno proprio il sabato precedente alla conquista della gara neozelandese) e battendo così il primato che Colin McRae deteneva dalla stagione 1995.
I neozelandesi Hayden Paddon e John Kennard, su Hyundai i20 N Rally2, hanno invece conquistato il successo nel campionato WRC-2, ottenendo il secondo podio stagionale dopo il terzo posto raggiunto in Finlandia.

## Dati della prova
| Denominazione ufficiale             | Repco Rally New Zealand                                          |
| Edizione N°                         | 45                                                               |
| Tappa N°                            | 11 di 13                                                         |
| Data manifestazione                 | da giovedì 29/09/2022 a domenica 02/10/2022                      |
| Sede ospitante                      | Auckland (regione di Auckland)                                   |
| Sede del parco assistenza           | Hamer Street, Auckland                                           |
| Superficie                          | Terra                                                            |
| Direttore di gara                   | Stuart Barnett                                                   |
| Iscritti                            | 28                                                               |
| Partiti                             | 28                                                               |
| Arrivati                            | 21 (75%)                                                         |
| Prove speciali                      | 17                                                               |
| Prova più breve                     | 1,78 km (PS1: SSS Pukekawa Auckland Domain)                      |
| Prova più lunga                     | 31,48 km (PS3 e PS6: Te Akau South)                              |
| Prova più lenta                     | velocità media di 60,57 km/h (PS1: SSS Pukekawa Auckland Domain) |
| Prova più veloce                    | velocità media di 113,55 km/h (PS7: Te Akau North 2)             |
| Lunghezza prove speciali            | 279,80 km (20% della distanza totale)                            |
| Lunghezza complessiva trasferimenti | 1100,17 km                                                       |
| Distanza totale                     | 1379,97 km                                                       |
| Media oraria del vincitore          | velocità media di 99,9 km/h (279,80 km in 2h48'01"4)             |

## Itinerario
Novità dell'edizione 2022:
- L'evento tornò nel calendario mondiale dopo 10 anni dall'ultima volta, tenutasi nel 2012;
- Il parco assistenza venne allestito ad Auckland nel quartiere Wynyard, costruito su un tratto di terra sottratta al mare nel porto della città.
- L'inedita prova speciale Jack’s Ridge Haunui, situata 35 km a sud-est di Auckland e designata come power stage conclusiva, venne realizzata all'interno di una proprietà privata sotto la supervisione dell'ex pilota neozelandese Andrew Hawkeswood.

| Frazione            | Prova  | Ora    | Nome                                                 | Lunghezza | Totale    |
| ------------------- | ------ | ------ | ---------------------------------------------------- | --------- | --------- |
| Frazione 1 (29 set) | PS1    | 18:08  | SSS Pukekawa Auckland Domain                         | 1,78 km   | 1,78 km   |
| Frazione 1 (29 set) |        | 18:53  | Assistenza – Hamer Street, Auckland (15 min)         | –         | 1,78 km   |
|                     |        |        |                                                      |           |           |
| Frazione 2 (30 set) | PS2    | 08:33  | Whaanga Coast 1                                      | 29,27 km  | 158,56 km |
| Frazione 2 (30 set) | PS3    | 10:11  | Te Akau South 1                                      | 31,48 km  | 158,56 km |
| Frazione 2 (30 set) | PS4    | 11:14  | Te Akau North 1                                      | 18,53 km  | 158,56 km |
| Frazione 2 (30 set) |        | 13:34  | Cambio gomme – Raglan                                | –         | 158,56 km |
| Frazione 2 (30 set) | PS5    | 14:22  | Whaanga Coast 2                                      | 29,27 km  | 158,56 km |
| Frazione 2 (30 set) | PS6    | 16:00  | Te Akau South 2                                      | 31,48 km  | 158,56 km |
| Frazione 2 (30 set) | PS7    | 17:03  | Te Akau North 2                                      | 18,53 km  | 158,56 km |
| Frazione 2 (30 set) |        | 19:53  | Assistenza (flexi) – Hamer Street, Auckland (60 min) | –         | 158,56 km |
|                     |        |        |                                                      |           |           |
| Frazione 3 (1º ott) | PS8    | 08:08  | Kaipara Hills 1                                      | 15,83 km  | 88,28 km  |
| Frazione 3 (1º ott) | PS9    | 09:06  | Puhoi 1                                              | 22,50 km  | 88,28 km  |
| Frazione 3 (1º ott) | PS10   | 10:14  | Komokoriki 1                                         | 5,81 km   | 88,28 km  |
| Frazione 3 (1º ott) |        | 11:52  | Assistenza (flexi) – Hamer Street, Auckland (40 min) | –         | 88,28 km  |
| Frazione 3 (1º ott) | PS11   | 14:08  | Kaipara Hills 2                                      | 15,83 km  | 88,28 km  |
| Frazione 3 (1º ott) | PS12   | 15:06  | Puhoi 2                                              | 22,50 km  | 88,28 km  |
| Frazione 3 (1º ott) | PS13   | 16:24  | Komokoriki 2                                         | 5,81 km   | 88,28 km  |
| Frazione 3 (1º ott) |        | 17:54  | Assistenza (flexi) – Hamer Street, Auckland (45 min) | –         | 88,28 km  |
|                     |        |        |                                                      |           |           |
| Frazione 4 (2 ott)  |        | 09:45  | Assistenza – Hamer Street, Auckland (15 min)         | –         | 31,18 km  |
| Frazione 4 (2 ott)  | PS14   | 11:03  | Whitford Forest - Te Maraunga Waiho 1                | 8,82 km   | 31,18 km  |
| Frazione 4 (2 ott)  | PS15   | 12:08  | Jacks Ridge Haunui 1                                 | 6,77 km   | 31,18 km  |
| Frazione 4 (2 ott)  | PS16   | 13:38  | Whitford Forest - Te Maraunga Waiho 2                | 8,82 km   | 31,18 km  |
| Frazione 4 (2 ott)  | PS17   | 15:18  | Jacks Ridge Haunui 2 (power stage)                   | 6,77 km   | 31,18 km  |
| Totale              | Totale | Totale | Totale                                               | Totale    | 279,80 km |

## Risultati

### Classifica
| Pos.      | Nº       | Pilota               | Copilota           | Auto                   | Squadra                 | Classe/Validità | Tempo     | Distacco | Punti    |
| Generale  | Generale | Generale             | Generale           | Generale               | Generale                | Generale        | Generale  | Generale | Generale |
| --------- | -------- | -------------------- | ------------------ | ---------------------- | ----------------------- | --------------- | --------- | -------- | -------- |
| 1.        | 69       | Kalle Rovanperä      | Jonne Halttunen    | Toyota GR Yaris Rally1 | Toyota Gazoo Racing WRT | WRC             | 2h48'01"4 | –        | 30       |
| 2.        | 1        | Sébastien Ogier      | Benjamin Veillas   | Toyota GR Yaris Rally1 | Toyota Gazoo Racing WRT | WRC             | 2h48'36"0 | +34"6    | 21       |
| 3.        | 8        | Ott Tänak            | Martin Järveoja    | Hyundai i20 N Rally1   | Hyundai Shell Mobis WRT | WRC             | 2h48'49"9 | +48"5    | 19       |
| 4.        | 11       | Thierry Neuville     | Martijn Wydaeghe   | Hyundai i20 N Rally1   | Hyundai Shell Mobis WRT | WRC             | 2h50'00"2 | +1'58"8  | 13       |
| 5.        | 2        | Oliver Solberg       | Elliott Edmondson  | Hyundai i20 N Rally1   | Hyundai Shell Mobis WRT | WRC             | 2h51'56"7 | +3'55"3  | 12       |
| 6.        | 20       | Hayden Paddon        | John Kennard       | Hyundai i20 N Rally2   | -                       | WRC-2           | 2h58'05"1 | +10'03"7 | 8        |
| 7.        | 37       | Lorenzo Bertelli     | Lorenzo Granai     | Ford Puma Rally1       | M-Sport Ford WRT        | WRC             | 2h58'40"4 | +10'39"0 | 6        |
| 8.        | 21       | Kajetan Kajetanowicz | Maciej Szczepaniak | Škoda Fabia Rally2 Evo | -                       | WRC-2           | 3h00'38"2 | +12'36"8 | 4        |
| 9.        | 23       | Shane van Gisbergen  | Glen Weston        | Škoda Fabia R5         | -                       | WRC-2           | 3h01'30"2 | +13'28"8 | 2        |
| 10.       | 24       | Harry Bates          | John McCarthy      | Škoda Fabia Rally2 Evo | -                       | WRC-2           | 3h04'53"0 | +16'51"6 | 1        |
| WRC-2     |          |                      |                    |                        |                         |                 |           |          |          |
| 1. (6.)   | 20       | Hayden Paddon        | John Kennard       | Hyundai i20 N Rally2   | -                       | WRC-2           | 2h58'05"1 | –        | 28       |
| 2. (8.)   | 21       | Kajetan Kajetanowicz | Maciej Szczepaniak | Škoda Fabia Rally2 Evo | -                       | WRC-2           | 3h00'38"2 | +2'33"1  | 20       |
| 3. (9.)   | 23       | Shane van Gisbergen  | Glen Weston        | Škoda Fabia R5         | -                       | WRC-2           | 3h01'30"2 | +3'25"1  | 16       |
| 4. (10.)  | 24       | Harry Bates          | John McCarthy      | Škoda Fabia Rally2 Evo | -                       | WRC-2           | 3h04'53"0 | +6'47"9  | 12       |
| 5. (12.)  | 28       | Armin Kremer         | Ella Kremer        | Citroën C3 Rally2      | Saintéloc Junior Team   | WRC-2           | 3h09'03"2 | +10'58"1 | 10       |
| 6. (13.)  | 26       | Todd Bawden          | Paul Burborough    | Ford Fiesta Rally2     | -                       | WRC-2           | 3h10'10"7 | +12'05"6 | 8        |
| 7. (14.)  | 29       | Luke Anear           | Andrew Sarandis    | Ford Fiesta Rally2     | -                       | WRC-2           | 3h12'39"7 | +14'34"6 | 6        |
| 8. (17.)  | 22       | Ben Hunt             | Tony Rawstorn      | Škoda Fabia Rally2 Evo | -                       | WRC-2           | 3h14'26"4 | +16'21"3 | 4        |
| 9. (18.)  | 30       | Andy Martin          | Matt Hayward       | Volkswagen Polo GTI R5 | -                       | WRC-2           | 3h19'28"7 | +21'23"6 | 2        |
| 10. (20.) | 31       | Miguel Díaz-Aboitiz  | Jordi Hereu        | Škoda Fabia Rally2 Evo | -                       | WRC-2           | 3h30'16"1 | +32'11"0 | 1        |

| Principali ritiri | Principali ritiri | Principali ritiri | Principali ritiri | Principali ritiri      | Principali ritiri          | Principali ritiri | Principali ritiri  | Principali ritiri |
| PS                | Nº                | Pilota            | Copilota          | Auto                   | Squadra                    | Classe            | Causa              | Pos. rit.         |
| ----------------- | ----------------- | ----------------- | ----------------- | ---------------------- | -------------------------- | ----------------- | ------------------ | ----------------- |
| PS 10             | 44                | Gus Greensmith    | Jonas Andersson   | Ford Puma Rally1       | M-Sport Ford WRT           | WRC               | Incidente          | 6º                |
| PS 11             | 33                | Elfyn Evans       | Scott Martin      | Toyota GR Yaris Rally1 | Toyota Gazoo Racing WRT    | WRC               | Danno al roll-cage | 4º                |
| PS 12             | 18                | Takamoto Katsuta  | Aaron Johnston    | Toyota GR Yaris Rally1 | Toyota Gazoo Racing WRT NG | WRC               | Incidente          | 5º                |

Legenda

Pos. = posizione; Nº = numero di gara; PS = prova speciale; Pos. rit. = posizione detenuta prima del ritiro.
| Icona   | Note                                                                                     |
| ------- | ---------------------------------------------------------------------------------------- |
| WRC     | Equipaggio di classe Rally1 che può conquistare punti per il campionato costruttori.     |
| WRC     | Equipaggio di classe Rally1 che non può conquistare punti per il campionato costruttori. |
| WRC-2   | Equipaggio di classe RC2 registrato al campionato WRC-2.                                 |
| WRC-3   | Equipaggio di classe RC3 registrato al campionato WRC-3.                                 |
| WRC-3 J | Equipaggio di classe RC3 registrato al campionato WRC-3 Junior.                          |
|         | Ulteriori classificazioni                                                                |

### Prove speciali
| Frazione            | Prova | Ora   | Nome                                  | Lunghezza | Vincitori                        | Tempo   | Velocità media | Leader del rally                 |
| ------------------- | ----- | ----- | ------------------------------------- | --------- | -------------------------------- | ------- | -------------- | -------------------------------- |
| Frazione 1 (29 set) | PS1   | 18:08 | SSS Pukekawa Auckland Domain          | 1,78 km   | Ott Tänak Martin Järveoja        | 1'45"8  | 60,6 km/h      | Ott Tänak Martin Järveoja        |
|                     |       |       |                                       |           |                                  |         |                |                                  |
| Frazione 2 (30 set) | PS2   | 08:33 | Whaanga Coast 1                       | 29,27 km  | Gus Greensmith Jonas Andersson   | 20'04"4 | 87,5 km/h      | Craig Breen Paul Nagle           |
| Frazione 2 (30 set) | PS3   | 10:11 | Te Akau South 1                       | 31,48 km  | Elfyn Evans Scott Martin         | 17'33"0 | 107,6 km/h     | Craig Breen Paul Nagle           |
| Frazione 2 (30 set) | PS4   | 11:14 | Te Akau North 1                       | 18,53 km  | Ott Tänak Martin Järveoja        | 9'52"0  | 112,7 km/h     | Ott Tänak Martin Järveoja        |
| Frazione 2 (30 set) | PS5   | 14:22 | Whaanga Coast 2                       | 29,27 km  | Sébastien Ogier Benjamin Veillas | 19'40"2 | 89,3 km/h      | Sébastien Ogier Benjamin Veillas |
| Frazione 2 (30 set) | PS6   | 16:00 | Te Akau South 2                       | 31,48 km  | Kalle Rovanperä Jonne Halttunen  | 17'35"8 | 107,3 km/h     | Sébastien Ogier Benjamin Veillas |
| Frazione 2 (30 set) | PS7   | 17:03 | Te Akau North 2                       | 18,53 km  | Ott Tänak Martin Järveoja        | 9'47"5  | 113,5 km/h     | Ott Tänak Martin Järveoja        |
|                     |       |       |                                       |           |                                  |         |                |                                  |
| Frazione 3 (1º ott) | PS8   | 08:08 | Kaipara Hills 1                       | 15,83 km  | Craig Breen Paul Nagle           | 9'42"9  | 97,8 km/h      | Elfyn Evans Scott Martin         |
| Frazione 3 (1º ott) | PS9   | 09:06 | Puhoi 1                               | 22,50 km  | Kalle Rovanperä Jonne Halttunen  | 12'37"7 | 106,9 km/h     | Kalle Rovanperä Jonne Halttunen  |
| Frazione 3 (1º ott) | PS10  | 10:14 | Komokoriki 1                          | 5,81 km   | Craig Breen Paul Nagle           | 3'20"6  | 104,3 km/h     | Kalle Rovanperä Jonne Halttunen  |
| Frazione 3 (1º ott) | PS11  | 14:08 | Kaipara Hills 2                       | 15,83 km  | Kalle Rovanperä Jonne Halttunen  | 9'47"3  | 97,0 km/h      | Kalle Rovanperä Jonne Halttunen  |
| Frazione 3 (1º ott) | PS12  | 15:06 | Puhoi 2                               | 22,50 km  | Kalle Rovanperä Jonne Halttunen  | 12'27"8 | 108,3 km/h     | Kalle Rovanperä Jonne Halttunen  |
| Frazione 3 (1º ott) | PS13  | 16:24 | Komokoriki 2                          | 5,81 km   | Craig Breen Paul Nagle           | 3'19"9  | 105,0 km/h     | Kalle Rovanperä Jonne Halttunen  |
|                     |       |       |                                       |           |                                  |         |                | Kalle Rovanperä Jonne Halttunen  |
| Frazione 4 (2 ott)  | PS14  | 11:03 | Whitford Forest - Te Maraunga Waiho 1 | 8,82 km   | Kalle Rovanperä Jonne Halttunen  | 4'55"7  | 107,4 km/h     | Kalle Rovanperä Jonne Halttunen  |
| Frazione 4 (2 ott)  | PS15  | 12:08 | Jacks Ridge Haunui 1                  | 6,77 km   | Ott Tänak Martin Järveoja        | 4'52"6  | 83,3 km/h      | Kalle Rovanperä Jonne Halttunen  |
| Frazione 4 (2 ott)  | PS16  | 13:38 | Whitford Forest - Te Maraunga Waiho 2 | 8,82 km   | Sébastien Ogier Benjamin Veillas | 4'52"4  | 108,6 km/h     | Kalle Rovanperä Jonne Halttunen  |
| Frazione 4 (2 ott)  | PS17  | 15:18 | Jacks Ridge Haunui 2 (power stage)    | 6,77 km   | Kalle Rovanperä Jonne Halttunen  | 4'51"9  | 83,5 km/h      | Kalle Rovanperä Jonne Halttunen  |

### Power stage
PS17: Jacks Ridge Haunui 2 di 6,77 km, disputatasi domenica 2 ottobre 2022 alle ore 15:18 (UTC+13).
| Pos. | Nº | Pilota           | Copilota          | Auto                   | Squadra                 | Classe | Tempo  | Distacco | PP | PC |
| ---- | -- | ---------------- | ----------------- | ---------------------- | ----------------------- | ------ | ------ | -------- | -- | -- |
| 1    | 69 | Kalle Rovanperä  | Jonne Halttunen   | Toyota GR Yaris Rally1 | Toyota Gazoo Racing WRT | Rally1 | 4'51"9 | –        | 5  | 5  |
| 2    | 8  | Ott Tänak        | Martin Järveoja   | Hyundai i20 N Rally1   | Hyundai Shell Mobis WRT | Rally1 | 4'52"5 | +0"6     | 4  | 4  |
| 3    | 1  | Sébastien Ogier  | Benjamin Veillas  | Toyota GR Yaris Rally1 | Toyota Gazoo Racing WRT | Rally1 | 4'55"3 | +3"4     | 3  | 3  |
| 4    | 4  | Oliver Solberg   | Elliott Edmondson | Hyundai i20 N Rally1   | Hyundai Shell Mobis WRT | Rally1 | 4'55"5 | +3"6     | 2  | 2  |
| 5    | 11 | Thierry Neuville | Martijn Wydaeghe  | Hyundai i20 N Rally1   | Hyundai Shell Mobis WRT | Rally1 | 4'55"8 | +3"9     | 1  | -  |

Legenda:

Pos.= Posizione; Nº = Numero di gara; PP = Punti campionato piloti/copiloti; PC = Punti campionato costruttori.

## Classifiche mondiali
Classifica piloti
| Pos. | Pos. | Pilota                | Punti |
| ---- | ---- | --------------------- | ----- |
| 1    |      | Kalle Rovanperä       | 237   |
| 2    |      | Ott Tänak             | 173   |
| 3    |      | Thierry Neuville      | 144   |
| 4    |      | Elfyn Evans           | 116   |
| 5    |      | Takamoto Katsuta      | 100   |
| 6    |      | Craig Breen           | 77    |
| 7    |      | Esapekka Lappi        | 58    |
| 8    | 3    | Sébastien Ogier       | 55    |
| 9    | 1    | Dani Sordo            | 49    |
| 10   | 1    | Gus Greensmith        | 36    |
| 11   | 1    | Sébastien Loeb        | 35    |
| 12   | 2    | Oliver Solberg        | 33    |
| 13   | 1    | Pierre-Louis Loubet   | 30    |
| 14   | 1    | Andreas Mikkelsen     | 25    |
| 15   |      | Emil Lindholm         | 14    |
| 16   |      | Yohan Rossel          | 11    |
| 17   |      | Nikolaj Grjazin       | 11    |
| 18   | 3    | Kajetan Kajetanowicz  | 10    |
| 19   | 1    | Adrien Fourmaux       | 9     |
| 20   | N    | Hayden Paddon         | 8     |
| 21   | 2    | Stéphane Lefebvre     | 8     |
| 22   | 2    | Jourdan Serderidis    | 6     |
| 23   | N    | Lorenzo Bertelli      | 6     |
| 24   | 2    | Jari Huttunen         | 5     |
| 25   | 2    | Ole Christian Veiby   | 4     |
| 26   | 2    | Chris Ingram          | 2     |
| 27   | 2    | Erik Cais             | 2     |
| 28   | 2    | Teemu Suninen         | 2     |
| 29   | 2    | Jan Solans            | 2     |
| 30   | 2    | Alexandros Tsouloftas | 2     |
| 31   | N    | Shane van Gisbergen   | 2     |
| 32   | 3    | Egon Kaur             | 2     |
| 33   | 3    | Eyvind Brynildsen     | 1     |
| 34   | N    | Harry Bates           | 1     |

Classifica copiloti
| Pos. | Pos. | Pilota                 | Punti |
| ---- | ---- | ---------------------- | ----- |
| 1    |      | Jonne Halttunen        | 237   |
| 2    |      | Martin Järveoja        | 173   |
| 3    |      | Martijn Wydaeghe       | 144   |
| 4    |      | Scott Martin           | 116   |
| 5    |      | Aaron Johnston         | 100   |
| 6    |      | Paul Nagle             | 77    |
| 7    |      | Janne Ferm             | 58    |
| 8    | 3    | Benjamin Veillas       | 55    |
| 9    | 1    | Cándido Carrera        | 49    |
| 10   | 1    | Jonas Andersson        | 36    |
| 11   | 1    | Isabelle Galmiche      | 35    |
| 12   | 2    | Elliott Edmondson      | 33    |
| 13   | 1    | Vincent Landais        | 30    |
| 14   | 1    | Torstein Eriksen       | 25    |
| 15   |      | Reeta Hämäläinen       | 14    |
| 16   |      | Valentin Sarreaud      | 11    |
| 17   |      | Konstantin Aleksandrov | 11    |
| 18   | 3    | Maciej Szczepaniak     | 10    |
| 19   | 1    | Alexandre Coria        | 9     |
| 20   | 1    | Andy Malfoy            | 8     |
| 21   | N    | John Kennard           | 8     |
| 22   | 2    | Frédéric Miclotte      | 6     |
| 23   | N    | Lorenzo Granai         | 8     |
| 24   | 2    | Mikko Lukka            | 5     |
| 25   | 2    | Stig Rune Skjærmoen    | 4     |
| 26   | 2    | Craig Drew             | 2     |
| 27   | 2    | Petr Těšínský          | 2     |
| 28   | 2    | Ross Whittock          | 2     |
| 29   | 2    | Mikko Markkula         | 2     |
| 30   | 2    | Rodrigo Sanjuan        | 2     |
| 31   | N    | Glen Weston            | 2     |
| 32   | 3    | Silver Simm            | 2     |
| 33   | 3    | Roger Eilertsen        | 1     |
| 34   | N    | John McCarthy          | 2     |

Classifica costruttori WRC
| Pos. | Pos. | Squadra                    | Punti |
| ---- | ---- | -------------------------- | ----- |
| 1    |      | Toyota Gazoo Racing WRT    | 455   |
| 2    |      | Hyundai Shell Mobis WRT    | 374   |
| 3    |      | M-Sport Ford WRT           | 224   |
| 4    |      | Toyota Gazoo Racing WRT NG | 112   |

Legenda:

Pos.= Posizione;  N = In classifica per la prima volta.